# Josef Cesar
Josef Cesar  fue un escultor y grabador de medallas austriaco , nacido el año 1814 y fallecido el 1876.

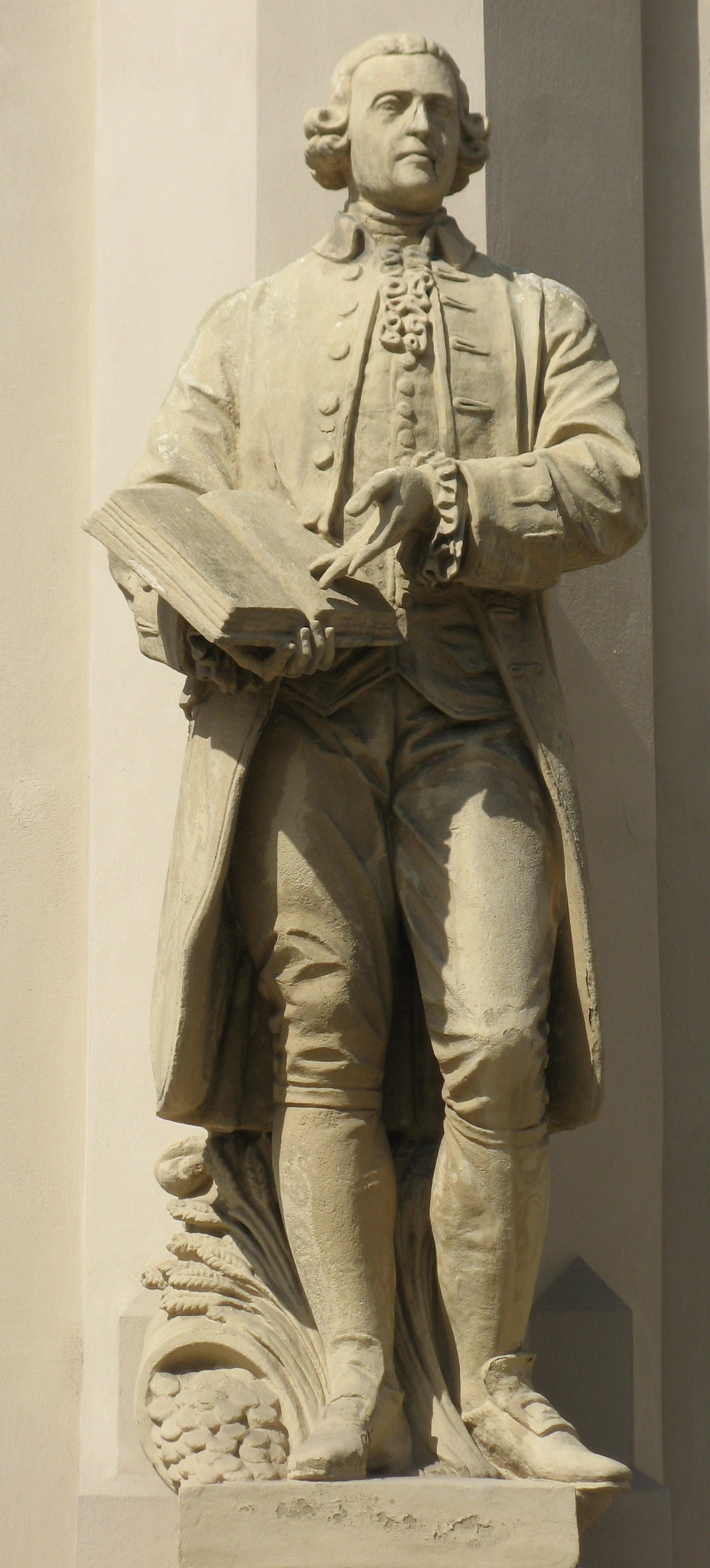
El filósofo Adam Smith, escultura de 1862 en la Handelsakademie de Viena
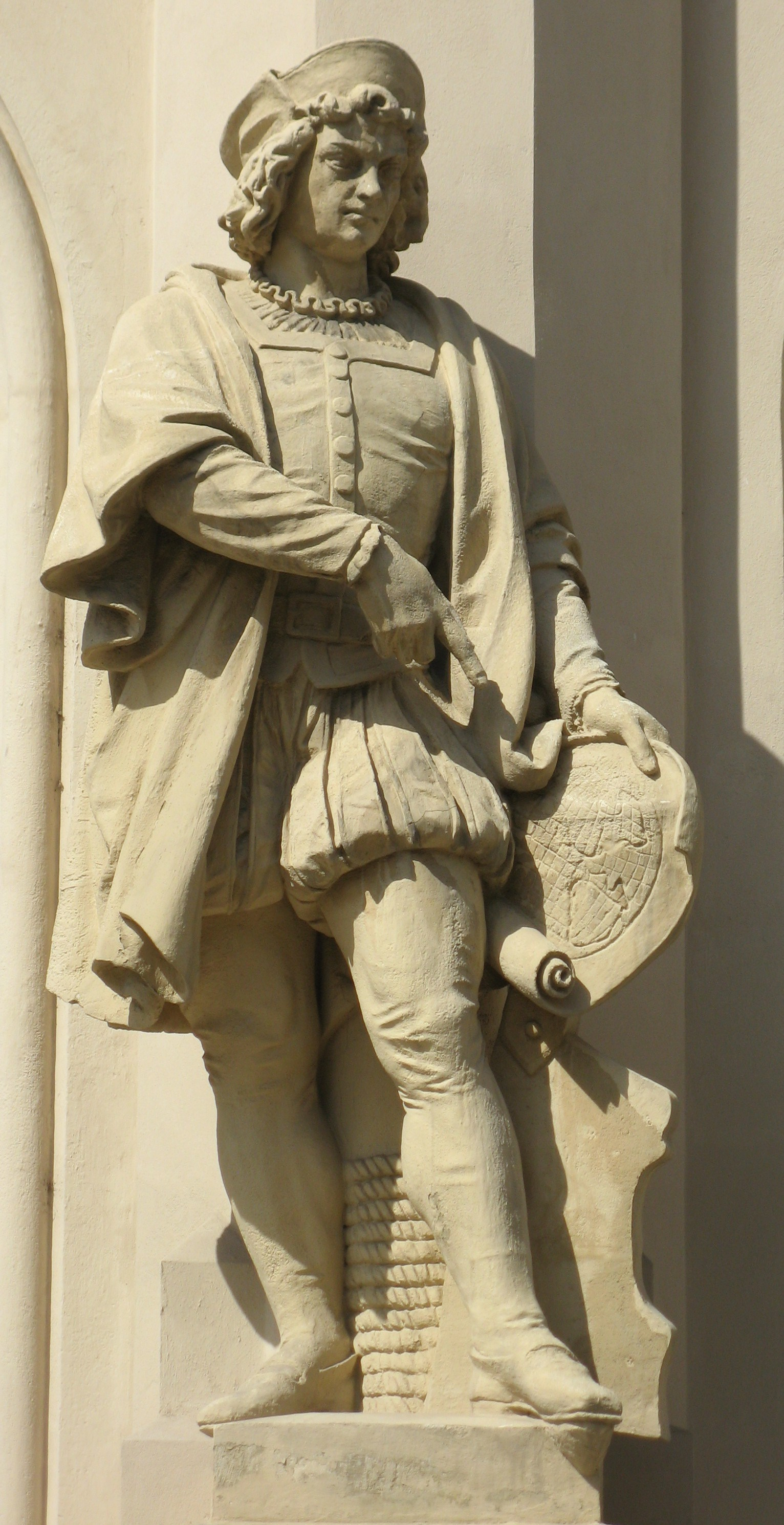
Cristóbal Colón , escultura de 1862 en la Handelsakademie de Viena

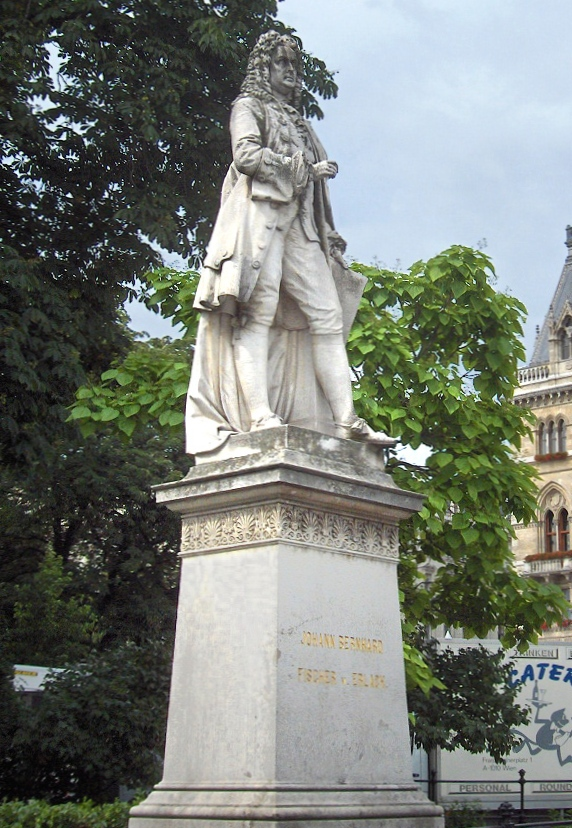
Monumento al escultor barroco Fischer von Erlach  (1656 - 1723) , en Viena
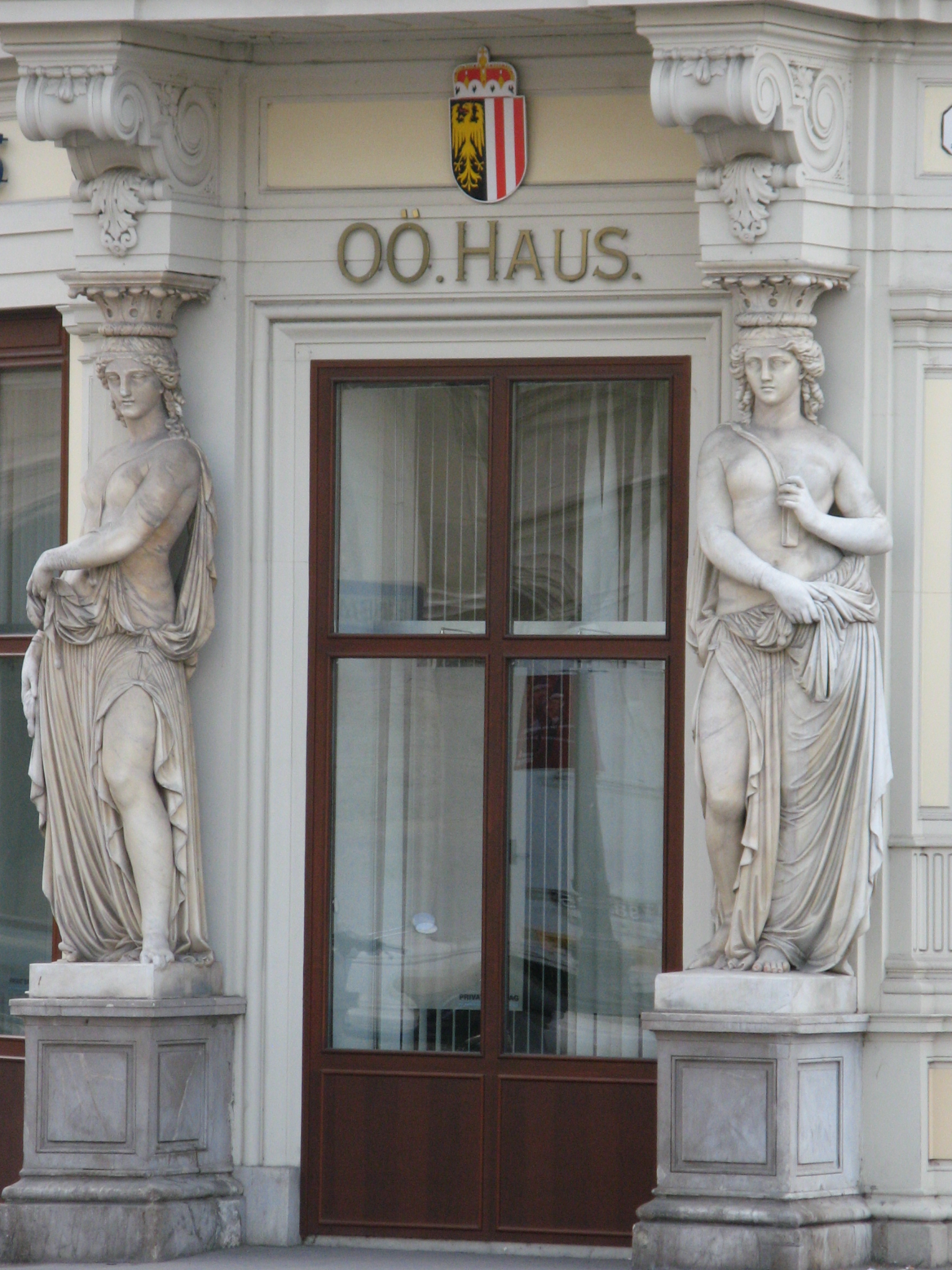
Cariátides, esculturas de 1863, Operngasse 2, Viena
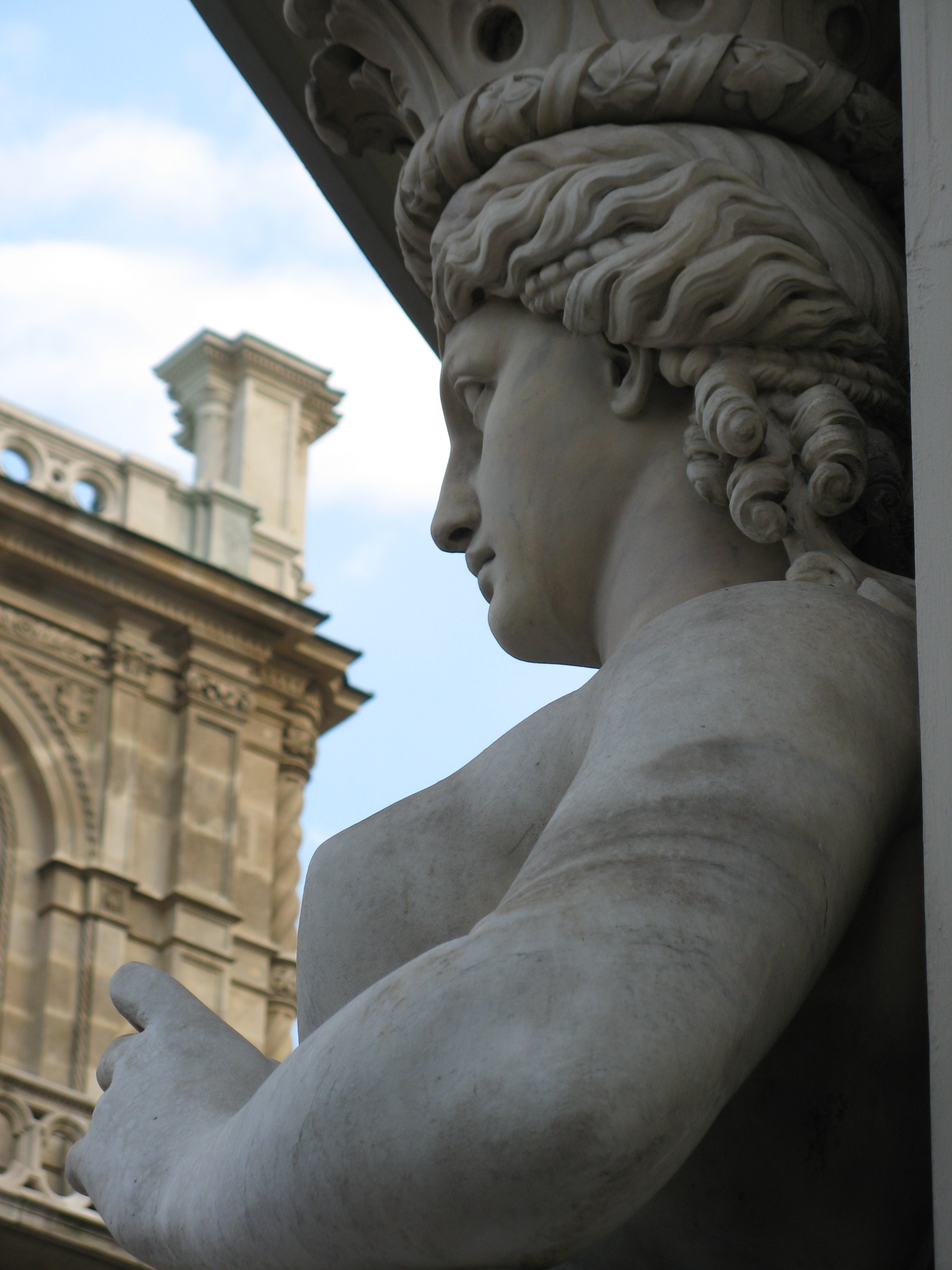
Detalle del anterior